# Pleudihen-sur-Rance

Pleudihen-sur-Rance este o comună în departamentul  Côtes-d'Armor, Franța. În 1 ianuarie 2022 avea o populație de 2.974 de locuitori.
Aici s-a născut exploratorul Jean-Baptiste Charles Bouvet de Lozier.